# نورتن فاميلي
نورتن فاميلي (بالإنجليزية: Norton Family)‏ (المعروفة سابقًا باسم أونلاين نورتن فاميلي (بالإنجليزية: Online Family.Norton)‏ ونورتن اونلاين فاميلي (بالإنجليزية: Norton Online Family)‏) هي خدمة رقابة أبوية أمريكية قائمة على السحابة. تهدف نورتون فاميلي إلى «تعزيز التواصل» الذي يشمل الآباء وأنشطة أطفالهم عبر الإنترنت. تتم مراقبة أنشطة الكمبيوتر بواسطة عميل البرنامج، ويتم نشر التقارير عبر الإنترنت.
هو حل فعال لحماية أطفالك عبر الإنترنت. تم تصميم هذه الأدوات لمساعدتك في الحفاظ على سلامة الأطفال وتعليمهم العادات والاحتياطات الجيدة على الإنترنت. يتخطون الأجنحة العائلية المتنافسة خطوة واحدة ليقدموا لك الأدوات والخيارات التي ستمنحك أفضل نظرة ثاقبة لما يفعله أطفالك عبر الإنترنت.

## تطوير
تطوير أطلقت سيمانتك إصدارًا تجريبيًا من أونلاين نورتن في 17 فبراير 2009. وتزامن ظهورها مع إعلان سيمانتك عن مجلس المجلس الاستشاري لنورتن اونلاين فاميلي، وهو لجنة من الخبراء في مختلف مجالات رعاية الأطفال الذين سيختبرون الإصدار التجريبي ويقدمون نظرة ثاقبة عليه. نقلاً عن دراسة أجراها معهد روتشستر للتكنولوجيا، تعتزم الشركة سد الفجوة بين النسبة المئوية للآباء والأمهات الذين يبلغون عن عدم وجود إشراف عبر الإنترنت. تمت إعادة تسمية البرنامج إلى أونلاين نورتون فاميلي وتم إصداره في 27 أبريل 2009، وأطلق عليها اسم سيمانتك باسم أسبوع الأمان على الإنترنت. ستبقى الخدمة، التي تبلغ قيمتها 60 دولارًا، مجانية إلى أجل غير مسمى. لم يتم اتخاذ قرار بشأن فرض رسوم على المنتج. كان من المخطط في البداية أن تصبح جزءًا من نورتن إنترنت سكيورتي القادم، ولكن لم يتم دمجها بعد في مجموعة نورتن الأمنية. في 26 يناير 2018، قامت نورتن فاميلي بإرسال بريد إلكتروني إلى جميع مستخدميها لتنبيههم بتحديث أسعارها ودمجها معنورتون سيكيوريتي بريميوم. أعلنت شركة نورتن فاميلي أنها لن تقدم خدمة مجانية بعد الآن وتم منح المستخدمين الحاليين 180 يومًا إما لشراء اشتراكات نورتون فاميلي بريمير أو نورتون سيكيوريتي بريميوم.

## الخدمة
- تتيح لك مراقبة الهواتف الذكية لأجهزة أندرويد وآيفون وآي باد فهم كيفية استخدام أطفالك للأجهزة المحمولة المفضلة لديهم بشكل أفضل. يمكنك مراقبة سجل التصفح بالكامل لجهاز محمول لمعرفة المواقع التي يصل إليها أطفالك وحظر المواقع غير المناسبة.
- تتيح لك مراقبة الويب والحظر لأجهزة الكمبيوتر الوصول الكامل إلى محفوظات الاستعراض الخاصة بها مع نورتون 360.
- يمكن أن تساعدك المهل الزمنية على كبح عادات الإنترنت السيئة ودعم مهارات الدراسة الأفضل والأنشطة غير الحاسوبية. يمكن وضع حدود زمنية للحد من النشاط ليوم واحد أو لتوفير الوصول عبر الإنترنت فقط خلال أوقات أو أيام معينة من الأسبوع.
- تساعد ميزة مراقبة البحث في تتبع استعلامات البحث الخاصة بأطفالك عبر العديد من محركات البحث الشائعة. من خلال مراقبة البحث، يمكنك معرفة كل ما تريد معرفته عن عادات تصفح أطفالك - حتى إذا كانوا يبحثون عن محتوى محظور عبر الإنترنت.
- باستخدام تنبيهات البريد الإلكتروني، يمكنك الحصول على تحديثات فورية حول الأنشطة عبر الإنترنت التي تجري في المنزل. بغض النظر عن مكان تواجدك، يمكنك معرفة متى يحاول طفلك زيارة موقع ويب محظور أو يتجاهل تحذيرًا أمنيًا.